# Љутеница
Љутеница је зачињен специјалитет од поврћа, по текстури и укусу сличан ајвару, али је нешто љућег укуса, популаран у српској, бугарској и македонској кухињи. Највећа разлика између љутенице и ајвара је у томе што љутеница може да се спрема од термички необрађене паприке.
Састојци укључују паприке, шаргарепу, бели лук, биљно уље, шећер, со и парадајз. Прави се у многим варијантама: глатка; са комадићима; са малим зачинским паприкама или патлиџаном; и зачињено или благо.
Љутеница може бити мало зачињенија од других популарних наслада; међутим, ови ужици су доступни у многим регионалним и националним варијацијама. Пинђур је попут љутенице и ајвара, али са патлиџаном. 
Протеклих година, индустријска производња љутенице и ајвара је процвала. Широка производња обе врсте популаризовала их је изван Балкана.